# Qualificazioni al campionato europeo maschile under 21 di calcio 2025 - Gruppo 1
Questa voce raccoglie un approfondimento sul gruppo 1 delle qualificazioni al campionato europeo di calcio Under-21 2025.

## Classifica
| Squadra    | Pt | G  | V | N | S  | GF | GS | DR  |
| ---------- | -- | -- | - | - | -- | -- | -- | --- |
| Italia     | 22 | 10 | 6 | 4 | 0  | 27 | 4  | +23 |
| Norvegia   | 19 | 10 | 6 | 1 | 3  | 28 | 11 | +17 |
| Irlanda    | 19 | 10 | 5 | 4 | 1  | 24 | 12 | +12 |
| Turchia    | 13 | 10 | 4 | 1 | 5  | 21 | 15 | +6  |
| Lettonia   | 11 | 10 | 3 | 2 | 5  | 10 | 18 | -8  |
| San Marino | 0  | 10 | 0 | 0 | 10 | 1  | 51 | -50 |

## Risultati
| Arbitro: | Helgi Mikael Jónasson |

|                     |           |  |
| Šits 38’ Melnis 86’ | Marcatori |  |

| Arbitro: | Mervan Bejtullahu |

|  |           |                                                                                               |
|  | Marcatori | 34’, 45+2’, 83’ Schjelderup 37’ Mannsverk 45’ Hansen-Aarøen 88’ Karlsbakk 90+4’ Smidesang Edh |

| Jūrmala 8 settembre 2023, ore 16:00 CEST | Lettonia  | 0 – 0 referto | Italia | Stadio Slokas (348 spett.)\| Arbitro: \| Snir Levy \| |
| Arbitro:                                 | Snir Levy |               |        |                                                       |

| Arbitro: | Joonas Jaanovits |

|                                            |           |                             |
| Moran 56’ Gilsenan 87’ (rig.) Emakhu 90+6’ | Marcatori | 22’ (rig.) Yıldız 76’ Çanak |

| Arbitro: | Antoine Paul Chiaramonti |

|                              |           |  |
| Vata 8’, 45+2’ Armstrong 65’ | Marcatori |  |

| Arbitro: | Roman Jitari |

|                                                                                   |           |  |
| Arnstad 12’, 45+1’, 52’ (rig.) Bobb 62’ Schjelderup 67’ Gulliksen 83’ Mugisha 90’ | Marcatori |  |

| Arbitro: | Pierre Gaillouste |

|  |           |                         |
|  | Marcatori | 45+2’ Miretti 79’ Nasti |

| Arbitro: | Viktor Shimusik |

|                                      |           |  |
| Desta 5’, 37’ Yardımcı 80’, 82’, 87’ | Marcatori |  |

| Arbitro: | Oliver Reitala |

|             |           |                   |
| Vapne 90+2’ | Marcatori | 15’, 57’ Oko-Flex |

| Arbitro: | Jonathan Lardot |

|                           |           |  |
| Baldanzi 25’ Esposito 46’ | Marcatori |  |

| Arbitro: | Tim Marshall |

|                      |           |              |
| Vapne 25’ Melnis 79’ | Marcatori | 14’ Yardımcı |

| Arbitro: | Joni Hyytiä |

|  |           |                                                                                  |
|  | Marcatori | 5’ Pirola 31’, 39’ Gnonto 46’ Volpato 54’ Fabbian 62’ (rig.) Esposito 83’ Bianco |

| Arbitro: | Walter Altmann |

|                                          |           |                          |
| Opsahl 20’ Arnstad 73’ (rig.) Nordås 77’ | Marcatori | 37’ Emakhu 53’ Armstrong |

| Arbitro: | Lionel Tschudi |

|                            |           |                            |
| Phillips 31’ Armstrong 48’ | Marcatori | 45+1’ (rig.), 90+6’ Gnonto |

| Arbitro: | Denys Shurman |

|                        |           |  |
| Çanak 30’ Yardımcı 64’ | Marcatori |  |

| Arbitro: | Philip Farrugia |

|                         |           |  |
| Casadei 32’ Fabbian 79’ | Marcatori |  |

| Arbitro: | Viktor Kopiievskyi |

|  |           |                                                                                   |
|  | Marcatori | 26’ Armstrong 53’ Moran 57’ (aut.) G. Benvenuti 62’, 64’, 90+2’ Vata 73’ Oko-Flex |

| Arbitro: | Cesar Soto Grado |

|              |           |                |
| Ghilardi 50’ | Marcatori | 90+1’ Kılıçsoy |

| Arbitro: | Daniyar Sakhi |

|                                               |           |  |
| Hansen-Aarøen 6’, 61’ Østrøm 49’ Aasgaard 89’ | Marcatori |  |

| Arbitro: | Joonas Jaanovits |

|  |           |                    |
|  | Marcatori | 54’ (rig.) Arnstad |

| Arbitro: | Marek Radina |

|                                                                         |           |  |
| Bove 35’ Matteoni 38’ (aut.) Esposito 58’, 76’, 78’, 90+2’ Raimondo 81’ | Marcatori |  |

| Arbitro: | Amine Kourgheli |

|  |           |            |
|  | Marcatori | 84’ Curtis |

| Arbitro: | Stefan Ebner |

|                           |           |                             |
| Armstrong 16’ Roughan 65’ | Marcatori | 42’ Anmanis 63’ Patrikejevs |

| Arbitro: | Gergo Bogár |

|  |           |                        |
|  | Marcatori | 10’, 72’, 80’ Baldanzi |

| Arbitro: | Matthew De Gabriele |

|            |           |                                                                         |
| Ciacci 16’ | Marcatori | 9’ (rig.), 14’ Elmaz 32’ (rig.) Burcu 36’ Çanak 45’ İnce 90+1’ Ortakaya |

| Arbitro: | Daniyar Sakhi |

|                                     |           |  |
| Yardımcı 35’ Elmaz 56’ Yıldırım 65’ | Marcatori |  |

| Arbitro: | Javier Alberola Rojas |

|             |           |                   |
| Roughan 75’ | Marcatori | 90+3’ Schjelderup |

| Arbitro: | Adam Ladebäck |

|             |           |           |
| Casadei 23’ | Marcatori | 66’ Moran |

| Arbitro: | Lothar D'hondt |

|                                                              |           |             |
| Arnstad 20’ (rig.) Nordås 33’ Schjelderup 53’, 68’ Egeli 61’ | Marcatori | 90+2’ Akman |

| Arbitro: | Martin Matoša |

|  |           |                               |
|  | Marcatori | 26’ Vientiess 39’, 52’ Meļķis |